# لیشکیژ
لیشکیژ (به لاتین: Lisikierz) یک روستا در لهستان است که در گمینا وولا مسوووسکا واقع شده‌است.